# Führungsstab des Sanitätsdienstes
Der Führungsstab des Sanitätsdienstes (Fü San) war eine dem Inspekteur des Sanitätsdienstes unterstellte Abteilung im Bundesministerium der Verteidigung (BMVg), die für die Führung des Zentralen Sanitätsdienstes der Bundeswehr zuständig war, und zugleich einer der fünf militärischen Führungsstäbe im Leitungsbereich der Bundeswehr. Der Führungsstab des Sanitätsdienstes entstand durch eine Umstrukturierung der Bundeswehr im Jahr 2002 und war die Nachfolgeinstitution der ehemaligen Inspektion des Sanitäts- und Gesundheitswesens (In San) im BMVg, die vom Inspekteur des Sanitäts- und Gesundheitswesens geführt wurde. Der Stab wurde im Rahmen der Neuausrichtung der Bundeswehr zum 30. September 2012 aufgelöst und ging zusammen mit Teilen des Sanitätsführungskommandos und des Sanitätsamtes im neu aufgestellten Kommando Sanitätsdienst der Bundeswehr auf.

## Der Inspekteur des Sanitätsdienstes
Der Inspekteur des Sanitätsdienstes leitete den Führungsstab und war für die Sicherstellung der Funktions- und Einsatzfähigkeit seines Organisationsbereichs, des Sanitätsdienstes der Bundeswehr, verantwortlich. Der Inspekteur des Sanitätsdienstes war dem Bundesminister der Verteidigung unterstellt. Der Generalinspekteur der Bundeswehr war ihm gegenüber – im Gegensatz zur heutigen Situation – nur in bestimmten Fachangelegenheiten weisungsbefugt.

## Gliederung
Der Führungsstab gliederte sich zuletzt in wie folgt:
- Inspekteur des Sanitätsdienstes: Generaloberstabsarzt Ulrich Baumgärtner

- Stellvertreter des Inspekteurs des Sanitätsdienstes der Bundeswehr und Chef des Stabes Führungsstab des Sanitätsdienstes: Admiralstabsarzt Christoph Büttner

- Referat Fü San Pers/Z (Truppendienstliche Angelegenheiten, zentrale Aufgaben und das Bereichscontrolling)
- Rechtsberater

- Stabsabteilungsleiter I – Gesundheitswesen: Generalarzt Georg Mager

- Referat Fü San I 1 (Allgemeine wehrmedizinische Fragen u. a.)
- Referat Fü San I 2 (Unentgeltlichen Truppenärztliche Versorgung (UTV) u. a.)
- Referat Fü San I 3 (Zahnmedizin, Informationstechnologie u. a.)
- Referat Fü San I 4 (Angelegenheiten des Veterinärwesens, der Tierseuchenbekämpfung und des Tierschutzes)
- Referat Fü San I 5 (Grundsatzfragen zur Wehrpharmazie wie Pharmazie, Lebensmittelchemie und Sanitätsmaterialwirtschaft).

- Stabsabteilungsleiter II – Sanitätswesen: Generalarzt Dirk Raphael

- Referat Fü San II 1 (Konzeption, Planung, Führung und Einsatz des Sanitätsdienstes)
- Referat Fü San II 2 (Organisations des Sanitätsdienstes)
- Referat Fü San II 3 (Grundsatzangelegenheiten der Bedarfsdeckung, Planung und Personalauswahl)
- Referat Fü San II 4 (Konzeption und Planung der Aus-, Fort- und Weiterbildung)
- Referat Fü San II 5 (Planung, Entwicklung, Beschaffung, Einführung und Nutzung von Sanitätsmaterial)
- Referat Fü San II 6 (Haushalt und Finanzplanung)